# Талая (река, впадает в Байкал)
Та́лая — река в Слюдянском районе Иркутской области. Впадает в озеро Байкал.

## География
Берёт начало на восточном склоне Комаринского хребта на высоте около 900 м. Течёт на северо-восток. Устье реки находится у железнодорожной станции Слюдянка II между городом Слюдянка и посёлком городского типа Култук. Длина реки составляет 10 км. Высота устья — 456 м над уровнем моря.

## Данные водного реестра
По данным государственного водного реестра России относится к Ангаро-Байкальскому бассейновому округу, водохозяйственный участок реки — Бассейны рек южной части оз. Байкал в междуречье рек Селенга и Ангара. Речной бассейн реки — бассейны малых и средних притоков южной части оз. Байкал.
Код объекта в государственном водном реестре — 16020000112116300021207.